# Берлинский кризис 1961 года

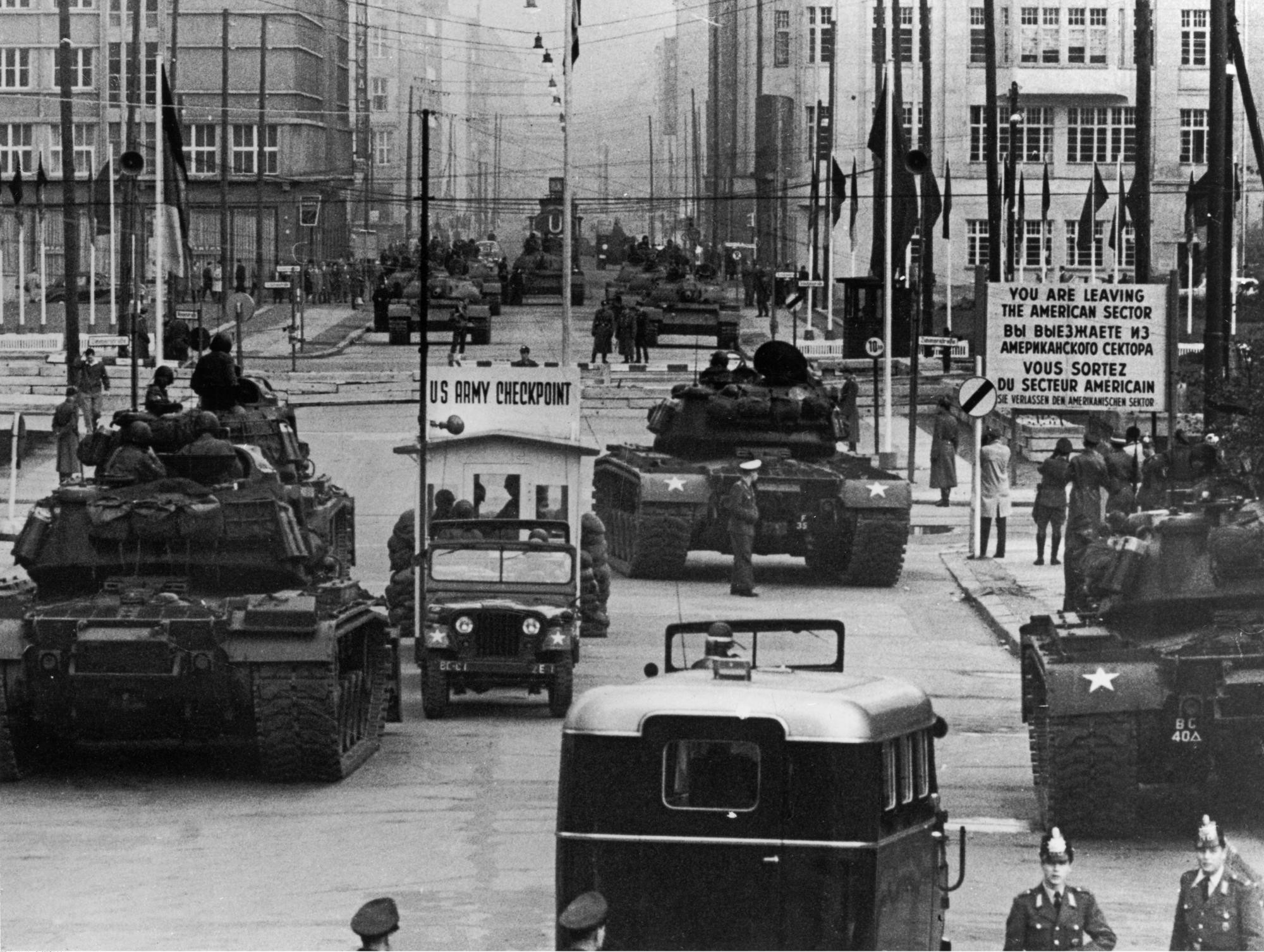
Октябрь 1961. На заднем плане видны советские танки Т-55

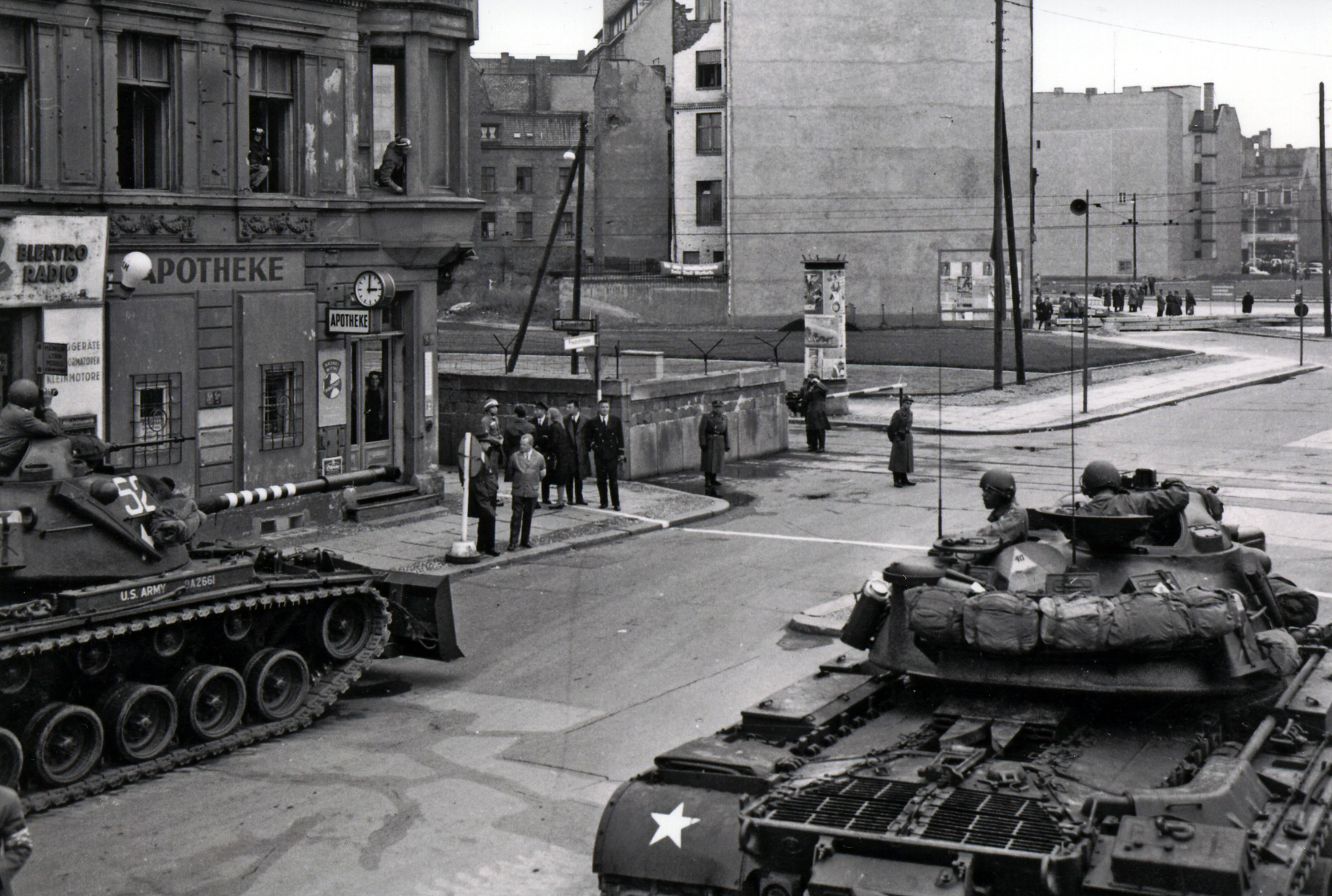
Американские танки «Паттон», октябрь 1961

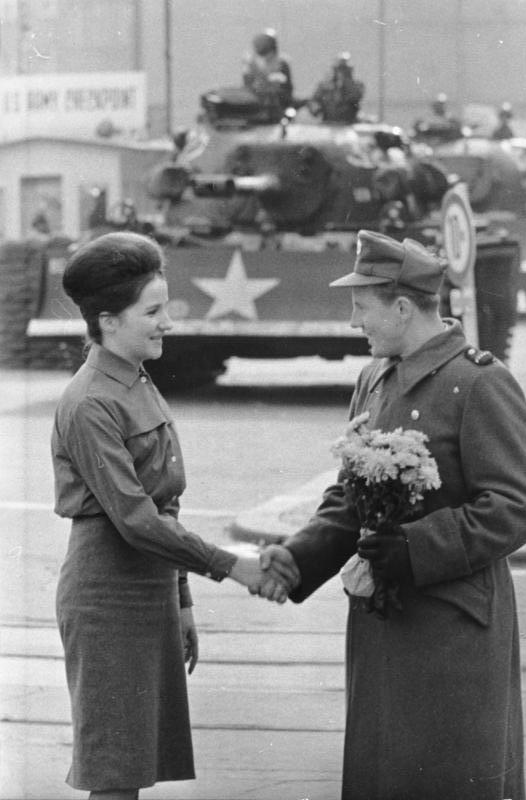
Жительница восточного Берлина и сотрудник Народной полиции на фоне танка M48A2. Фридрихштрассе, 30 октября 1961

Берлинский кризис 1961 года, в других источниках Берлинский кризис 1958—1962 годов (в ист. литературе также: Второй Берлинский кризис) — один из наиболее напряжённых моментов холодной войны в Центральной Европе. Началом его считается ультиматум Н. С. Хрущёва от 27 ноября 1958 (который также называют «Берлинский ультиматум»), конец — 1962—1963 годы, а пик кризиса пришёлся на июнь — ноябрь 1961 года.

## Ход событий
После того, как Советский Союз фактически передал свой сектор безопасности Берлина правительству ГДР (см. Четырёхсторонний статус Берлина), про-американский западный сектор (Западный Берлин) по-прежнему оставался под властью оккупационных войск США, Великобритании и Франции. С точки зрения СССР эта ситуация ставила под сомнение государственную самостоятельность ГДР и тормозила вхождение Восточной Германии в международное правовое пространство.
В связи с этим СССР потребовал окончания четырёхдержавного управления Берлина и превращение Западного Берлина в демилитаризованный свободный город. В противном случае, согласно ультиматуму, Советский Союз был намерен передать контроль доступа к городу властям ГДР и заключить с ней сепаратный мирный договор.
Германский вопрос продолжал оставаться камнем преткновения в отношениях между СССР и странами Запада. В этот период он сводился в основном к проблеме статуса Западного Берлина. В феврале 1958 года Хрущёв предложил созвать конференцию «четырёх великих держав» и пересмотреть статус Западного Берлина, объявив его демилитаризованным вольным городом. После отрицательной реакции Запада он согласился отодвинуть сроки и в сентябре 1959 года во время визита в США добился принципиальной договорённости с Эйзенхауэром о созыве такой конференции в Париже в мае 1960 года. Однако конференция оказалась сорвана из-за того, что 1 мая 1960 года над СССР был сбит американский самолёт-разведчик Lockheed U-2.
7 апреля 1961 года Хрущёв выдвинул новый ультиматум по берлинскому вопросу, объявив, что СССР ещё до конца года заключит мирный договор с ГДР и передаст ей всю полноту власти над восточной частью Берлина. В развитие этой идеи политический консультативный комитет Организации Варшавского договора 5 августа 1961 года призвал ГДР принять меры против «подрывной деятельности» Западного Берлина.
25 июля 1961 года президент Кеннеди в своём выступлении перечислил ряд мер по повышению боеспособности американских вооруженных сил, а 28 июля выступил с заявлением, подтверждавшим решимость США защищать Западный Берлин. 3 августа Конгресс США одобрил выделение дополнительных средств на закупку вооружений и призыв 250 тысяч резервистов.
С октября 1949 г. - момента, когда была образована ГДР, по июль 1961 года через Западный Берлин в ФРГ бежало около 2,5 млн человек — 1/6 часть от общего населения ГДР. Это вызвало недовольство властей. 13 августа в воскресенье, к разделительной черте подходят пехота и танки Народной армии ГДР, отряды полиции и рабочие дружины. 14 августа командование ВМС США объявило, что задерживает на дополнительный срок до одного года увольнение в запас 26 тыс. офицеров и матросов. 16 августа 113 частей Национальной гвардии США и резерва были приведены в состояние повышенной боевой готовности. Президент Кеннеди приказал направить в Западный Берлин войсковой контингент численностью в 1,5 тыс. человек. В случае необходимости предполагалось направить в Берлин дополнительную американскую дивизию.
Эмиграция из Восточного Берлина усиливалась. 12 августа было запрещено свободное перемещение между Западным и Восточным Берлином. Немецкие коммунисты действовали решительно: по тревоге были мобилизованы все рядовые члены партии, которые создали живое оцепление вдоль границы Восточного и Западного Берлина. Они стояли до тех пор, пока весь Западный Берлин не был окружён бетонной стеной с контрольно-пропускными пунктами. Это было нарушением Потсдамского соглашения, предусматривавшего свободное передвижение по городу. Берлинская стена на долгие годы стала символом конфронтации, именно здесь теперь была граница враждующих блоков.
Начались переговоры между Хрущёвым и авторитетными западными политиками (Дж. Кеннаном, Д. Раском и др.) для того, чтобы заключить неформальное соглашение по Западному Берлину.
24 августа в ответ на возведение стены вдоль неё было развернуто около тысячи американских военнослужащих, поддерживаемых танками. 29 августа советское правительство объявило о временной задержке увольнения в запас из советских Вооруженных Сил.
12 сентября Ф. Козлов, выступая в Пхеньяне, заявил о том, что срок ультиматума для подписания мирного договора с ГДР продлён. На следующий день два советских истребителя произвели предупредительные выстрелы по двум американским транспортным самолётам, летевшим в Западный Берлин.
17 октября в докладе на XXII съезде КПСС Хрущёв заявил о том, что ультимативный срок для подписания сепаратного мирного договора с ГДР (31 декабря) не так уж важен, если Запад продемонстрирует реальную готовность разрешить берлинский вопрос.
В сентябре — октябре 1961 года американская военная группировка в ФРГ была увеличена на 40 тыс. человек, и был проведён целый ряд учений.
26—27 октября в Берлине возник конфликт, известный как «инцидент у КПП „Чарли“». Советская разведка донесла Хрущёву о готовившейся американской попытке снести пограничные заграждения на Фридрихштрассе. К КПП «Чарли» прибыли три американских джипа с военными и гражданскими лицами, за ними шли мощные бульдозеры и 10 танков. В ответ на Фридрихштрассе прибыла 7-я танковая рота капитана Войтченко 3-го танкового батальона майора Василия Мики 68-го советского гвардейского танкового полка. Опознавательные знаки на советских боевых машинах были замазаны грязью, чтобы создать впечатление, что они принадлежат ГДР. Советские и американские танки стояли друг против друга всю ночь. Советские танки были отведены утром 28 октября. После этого были отведены и американские танки. Это означало окончание Берлинского кризиса.
По свидетельству К. К. Мельника, координатора французских спецслужб при премьер-министре Дебре: «Мир был близок к ядерному конфликту. Политически де Голль поддержал американцев и западных немцев. Но вообще-то он понимал, что их политика в этом вопросе была опасной. Они решили, что если и на этот раз события будут развиваться по сценарию первого берлинского кризиса, когда СССР установил блокаду Западного Берлина, то они прибегнут к ядерному оружию. Де Голль хотел предупредить об этом Москву. Он попросил меня передать КГБ эту информацию. Но у нас с КГБ не было контактов. Мы доложили об этом президенту. И де Голль пригласил к себе советского посла в Париже и проинформировал его о возможности ядерной войны. „Тогда мы умрём все вместе“, — ответил посол».

## Видео
- Войска ОВД против войск НАТО — Видеохроника событий Архивная копия от 15 апреля 2016 на Wayback Machine